# Shulgi
Shulgi (fl. XXI secolo a.C.) è stato il secondo re della Terza dinastia di Ur. Sulla base della documentazione disponibile, appare una delle personalità più rilevanti della storia dei Sumeri.

## Cronologia
Figlio di Ur-Nammu, iniziatore della Terza dinastia di Ur, Shulgi ereditò l'impero dal padre.  Secondo la cronologia media regnò per 48 anni, dal 2094 a.C. al 2047 a.C.
Gli succedette il figlio Amar-Sin (2046 a.C.-2038 a.C.).

## L'organizzazione dello stato
Shulgi unificò l'impero, che era nato sottomettendo regni indipendenti, affidando ciascuna delle 20 province in cui lo divise a governatori (ensi) di nomina regia e creando una burocrazia uniforme, che ai livelli più alti era costituita da funzionari trasferibili da provincia a provincia.
Introdusse anche una gestione amministrativa dell'economia, costituendo grandi unità produttive controllate direttamente dallo stato. Esse dovevano fornire un prodotto predeterminato, calcolato forfettariamente sulla base dell'estensione dei campi e della consistenza delle mandrie.
Shulgi provvide inoltre ad espandere e migliorare le vie di comunicazione, facendo anche costruire lungo le strade locande nelle quali i viaggiatori potessero sostare.

## Politica culturale e religiosa
Le riforme politiche, amministrative ed economiche di Shulgi furono strettamente connesse alla sua politica culturale e religiosa. L'unificazione dell'impero richiedeva infatti anche un'unificazione culturale, che il sovrano perseguì su più piani. In primo luogo creò un sistema di scuole (edubba) che potessero provvedere in modo uniforme alla preparazione dei funzionari. Inoltre riformò il sistema di scrittura. L'attenzione con cui Shulgi si occupò di questi aspetti si riflette nel suo Inno regale nel quale il sovrano vanta in particolare le sue personali capacità di scriba.
Risale con ogni probabilità a Shulgi il primo codice documentato di leggi scritte: il Codice di Ur-Nammu, così detto perché era stato attribuito al padre. Introdusse anche un nuovo calendario e riorganizzò il sistema delle misure di peso.
Un altro elemento importante per la costruzione di uno stato unitario fu l'introduzione del culto del sovrano, al quale furono dedicati templi alla pari con gli altri dei.
Di Shulgi conosciamo anche un grande sepolcro sotterraneo, che fece costruire per sé e per i suoi genitori.

## Politica estera
Subito dopo la morte del padre, Shulgi intraprese una serie di spedizioni punitive contro i Gutei. Nei decenni successivi fu impegnato in molte campagne militari, tutte vittoriose.  Riuscì a sottomettere le terre del nord con le loro popolazioni di Hurriti, Subarei e Assiri. Occupò Susa installandovi un governo sumerico. Condusse anche una spedizione in Palestina. Al termine del suo regno, costruì una fortificazione difensiva per impedire le scorribande delle tribù semite occidentali. I successi militari del sovrano erano anche basati su un'altra riforma di grande rilievo: la creazione di un esercito regolare.